# Белов, Юрий Владимирович (легкоатлет)
Ю́рий Влади́мирович Бело́в (бел. Юрый Уладзіміравіч Бялоў; род. 20 марта 1981, Кричев, Могилёвская область) — белорусский легкоатлет, специалист по толканию ядра. Выступал за сборную Белоруссии по лёгкой атлетике в 2000-х годах, обладатель серебряной медали чемпионата Европы среди молодёжи, многократный победитель и призёр первенств национального значения, участник двух летних Олимпийских игр. Мастер спорта Республики Беларусь международного класса.

## Биография
Юрий Белов родился 20 марта 1981 года в городе Кричеве Могилёвской области Белорусской ССР. Проходил подготовку в Могилёвском областном центре олимпийского резерва по лёгкой атлетике и игровым видам спорта.
Впервые заявил о себе на международном уровне в сезоне 1999 года, когда вошёл в состав белорусской национальной сборной и выступил на юниорском европейском первенстве в Риге, где в зачёте толкания ядра стал пятым.
В 2000 году занял шестое место на юниорском мировом первенстве в Сантьяго.
В 2001 году завоевал серебряную награду на молодёжном европейском первенстве в Амстердаме.
В 2002 году отметился выступлением на взрослом чемпионате Европы в Мюнхене, но в финал здесь не вышел.
В 2003 году на соревнованиях в Минске установил свои личные рекорды на открытом стадионе и в закрытых помещениях — 21,14 и 20,28 соответственно. Был седьмым на молодёжном европейском первенстве в Быдгоще, принял участие в чемпионате мира в Париже.
Благодаря череде удачных выступлений удостоился права защищать честь страны на летних Олимпийских играх 2004 года в Афинах — в финале программы толкания ядра показал результат 20,34 метра, расположившись в итоговом протоколе на шестой строке (впоследствии в связи с дисквалификацией украинца Юрия Билонога поднялся на пятую позицию).
Будучи студентом, в 2005 году представлял Белоруссию на Универсиаде в Измире, где занял в своей дисциплине шестое место. На чемпионате мира в Хельсинки с результатом 19,16 в финал не вышел.
В 2006 году показал девятый результат на Кубке Европы по зимним метаниям в Тель-Авиве.
На чемпионате мира 2007 года в Осаке с результатом 20,34 стал в финале седьмым.
Принимал участие в Олимпийских играх 2008 года в Пекине — на сей раз в финале толкнул ядро на 20,06 метра, закрыв десятку сильнейших (впоследствии в связи с дисквалификацией соотечественников Павла Лыжина и Андрея Михневича поднялся в итоговом протоколе до восьмой строки).
В 2009 году победил в Первой лиге командного чемпионата Европы в Бергене, выступил на чемпионате мира в Берлине. По окончании сезона завершил спортивную карьеру.
За выдающиеся спортивные достижения удостоен почётного звания «Мастер спорта Республики Беларусь международного класса».